# Trichoniscus australis
Trichoniscus australis är en kräftdjursart som beskrevs av Dollfus 1890. Trichoniscus australis ingår i släktet Trichoniscus och familjen Trichoniscidae. Inga underarter finns listade i Catalogue of Life.